# リュティヒ作戦
リュティヒ作戦（リュティヒさくせん、独: Unternehmen Lüttich）とはノルマンディーの戦いの中で行われたドイツ軍の反攻作戦に与えられたコード名であり、1944年8月7日から13日にかけて、モルタン近郊にいたアメリカ軍との間で戦われた。この攻勢作戦は、ノルマンディーの戦いを記した英米の歴史書では、単にモルタンでの反撃として記録されている。
攻撃はアドルフ・ヒトラーによって命じられ、アメリカ第1軍がコブラ作戦以降に獲得した地を取り返すとともに、コタンタン半島の付け根にあたるアヴランシュ地域の海岸に到達する事によって、ブルターニュ半島に進出していたアメリカ第3軍の部隊を孤立させることも目的にしていた。
ドイツ軍の主力は第XLVII装甲軍団であり、SS装甲師団1個半と、国防軍2個装甲師団から構成されていた。アメリカ軍第VII軍団に対する攻撃は、初期には成果を得たものの進撃はすぐに停止した。そして連合軍の航空機は攻撃部隊に大きな損害を与え、最終的に攻撃に参加した戦車の半数近くが失われた。モルタン近郊での戦闘はその後6日間続いたが、ドイツ軍の攻撃が始まったその日のうちにアメリカ軍は戦闘の主導権を取り返した。
ドイツ軍の現地指揮官がヒトラーに対して警告したように、攻撃の成功はほとんど期待できなかった。そして装甲予備戦力をノルマンディー戦線の西端に集中した事は悲惨な結果を招くことになる。南側面を包囲されるとともに戦線の東端が崩壊したため、ノルマンディにいたドイツ軍の多くはファレーズ・ポケットと呼ばれる大包囲に捕えられてしまった。

## 背景
1944年7月26日、お互い決め手に欠ける6週間もの消耗戦の後、アメリカ軍第12軍集団司令官オマール・ブラッドリーはコブラ作戦を発動、連合軍はサン＝ローでドイツ軍防衛線を突破した。ノルマンディーの戦線におけるドイツ軍の西半分は撃破され、8月1日、アメリカ軍はアヴランシュを占領、この占領により、マンシュにある無傷の橋を奪取し、アメリカ軍の攻撃は「峠を越えた」と表現された。そのため、ドイツ軍がコタンタン半島西側の海岸線を保持することができなくなり、アメリカ軍はブルターニュの東西両方向に軍を進めることが可能となった。その日、アメリカ第3軍（司令官ジョージ・パットン）も進撃を開始、橋に対するドイツ空軍の空爆にもかかわらず、3日間でドイツ7個師団を押し切り、ブルターニュの港まで反撃無しに進んだ。
7月30日、イギリス第2軍はアメリカ軍の東側面を支援する作戦ブルーコート作戦を発動した。そのため、アメリカ軍の突破に対応するために西へ進んでいたドイツ軍の予備装甲部隊は、このイギリス軍の動きに対応することとなった。その頃、アメリカ軍はアヴァランシュの周りで進撃路を確保するために攻撃を続けており、ドイツ軍はヴィレで交差点を確保したが、第VII軍団（司令官ジョーゼフ・ロートン・コリンズ）は8月3日、モルタン（アヴランシュの南24km）を占領した。
その翌日、アメリカ第VIII軍団がブルターニュを通って西方向、ブレスト、ロリアンの港の方へ進撃を続けていたが、ブラッドリーはパットンに第3軍の主力とともに、ドイツ軍の開いた側面とドイツ軍後方へ進撃するよう命令、アメリカ第XV軍団は翌日からの3日間で121km進撃し、8月7日までにル・マン（旧ドイツ第7軍の司令部所在地）を占領した。

## ドイツの作戦
西部戦線におけるドイツ軍の最高司令官はギュンター・フォン・クルーゲであった。7月17日、エルヴィン・ロンメルが負傷して入院したため、西方軍司令官であるクルーゲはB軍集団の指揮も取ることとなり、ノルマンディーで戦いを継続することになったが、7月22日、クルーゲは西部戦線で崩壊の危機が差し迫っているとヒトラーに訴えた。しかし、ヒトラーは後退を認めなかった。
8月2日、ヒトラーはクルーゲにモルタン・アヴァランシュ間での即時反撃を行うよう指令を送った。そのため、OKWのヴァルター・ヴァルリモントはこの命令が実行される事を確認するためにクルーゲの司令部へ送られた。クルーゲは、この作戦には成功の可能性がなく、むしろノルマンディーのドイツ軍部隊はまだ無傷なカーンの南の防衛線を中心に旋回し、セーヌ川まで撤退すべきであると指摘したが、8月4日、ヒトラーは西部戦線にある9個装甲師団のうちの8個師団と、1,000機の戦闘機を含むドイツ空軍のすべての予備を使用し、同時に反撃を行うよう重ねて命令した。
作戦は戦力が整うまで待つよう命令されていたが、クルーゲと第2SS装甲軍団司令官パウル・ハウサーらはこれ以上状況が悪化しないうちに、西側を担当する第7軍にできるだけ早く攻撃させることを決定した。主力部隊は第XLVII装甲軍団（司令官ハンス・フォン・フンク男爵 de:Hans Freiherr von Funck）が勤め、8個装甲師団の代わりに、わずか4個師団（第2装甲師団、第116装甲師団、第2SS装甲師団、第1SS装甲師団の一部で戦車合計約300両を整えた。）を防衛任務から引き抜き、攻撃に使用することになり、装甲教導師団（Panzer Lehr Division）と4個歩兵師団の生き残りから作られた5個戦闘団と2個歩兵師団が攻撃部隊の支援を行うこととなった。
クルーゲは8月6日深夜に作戦開始を決定、合わせて、アメリカ軍が警戒態勢を取ることを避けるために準備砲撃は行わないことが決定された。作戦はアメリカ第30歩兵師団（司令官リーランド・S・ホッブス）を撃破し、モルタン東を抜けて、海岸線に抜けるものであった。しかし、ドイツ軍は作戦通達に暗号機「エニグマ」を利用したが、連合国は暗号解読グループ「ウルトラ(en)」が8月4日に暗号解読に成功、リュティヒ作戦のことを把握していた。そのため、ブラッドリーはアメリカ陸軍航空軍第9軍とイギリス空軍の上空援護を受けることができた。

## ドイツ軍の攻撃

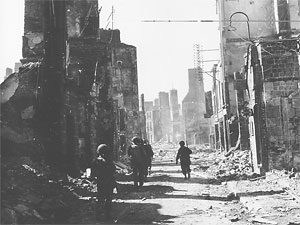
モルタンのアメリカ軍, 1944年8月

8月6日22時、フンクは第116装甲師団の集中が完了しておらず、師団長が混乱を引き起こしていると報告した。実際、師団長ゲルハルト・フォン・ジュベーリン（de:Gerhard Graf von Schwerin）は作戦について悲観的であったので配下の装甲部隊に参加命令を出していなかった。この遅れはドイツ軍の攻撃を分散させることとなったが、夜半過ぎ、戦線南部でSS装甲部隊はモルタン東のアメリカ第30歩兵師団の陣地を攻撃した。「ウルトラ」によって解読された情報がアメリカ第1軍司令部に届くのが遅れたため警報がまにあわず、ドイツ軍の攻撃は一時的に奇襲となった。

ドイツ軍はモルタンを簡単に占拠したが、モルタンを見下ろす314高地を120連隊第2大隊が押さえていたため第30歩兵師団の防衛線を突破することができなかった。大隊は孤立していたがパラシュートによる空中投下で補給を受けた。8月12日まで高地を守った700人のうち、300人以上が戦死または負傷した。

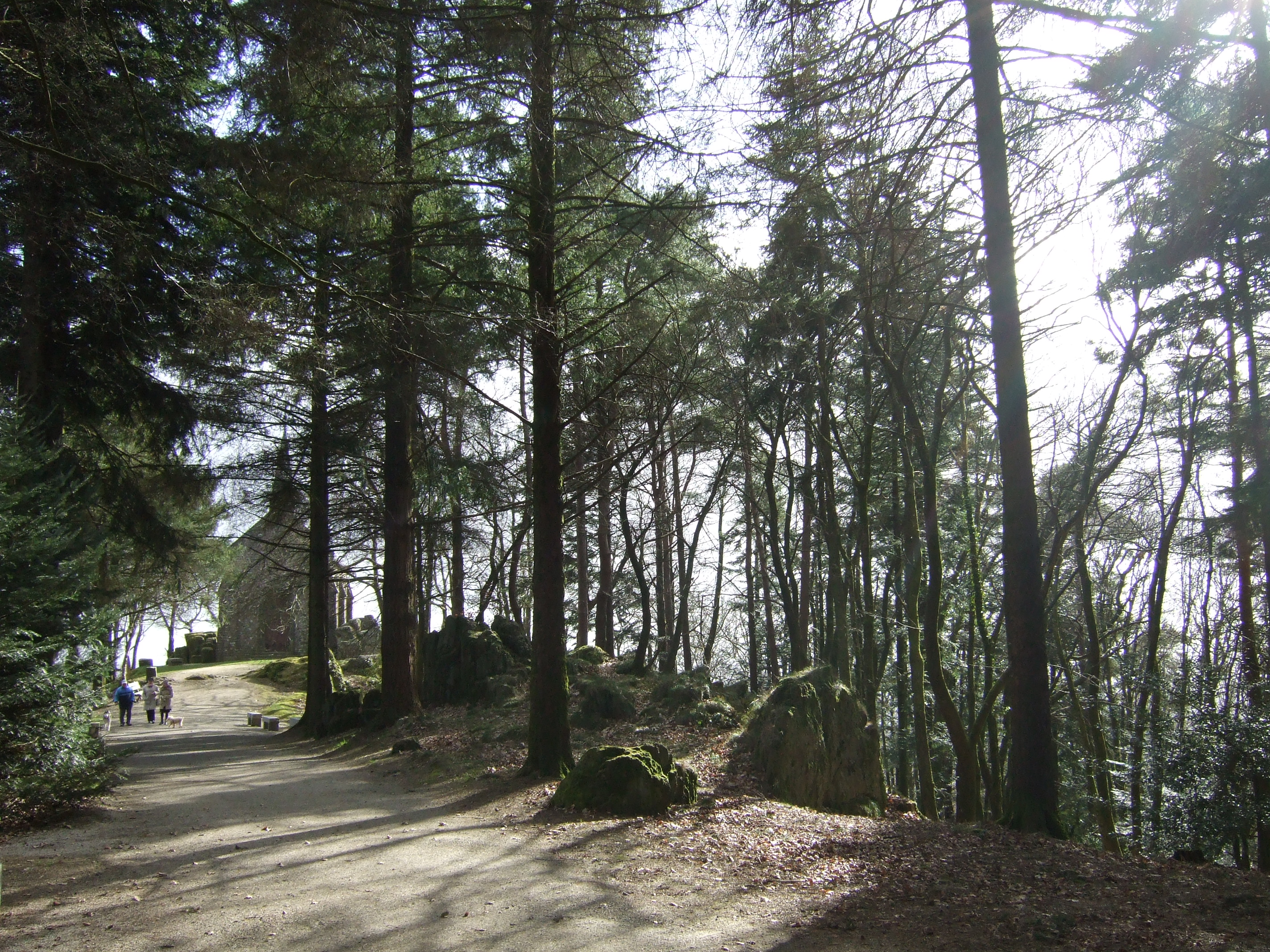
2009年のモルタン314高地. 第2SS装甲師団によって包囲された120歩兵連隊/第2大隊の陣地があった

数時間後、北では第2装甲師団がアヴランシュに向け南西方向に攻撃を開始し、アメリカ第35歩兵師団および第3機甲師団の戦闘団に止められるまで、前線に数マイルの穴をあけた。そこはアヴランシュ手前、2マイル(3.2km)の地点であった。ドイツ軍司令部は、アヴランシュを確保するため昼前に攻撃再開を命じた。

### 連合軍による航空攻撃
8月7日の昼までに朝霧が消えると、おびただしい数の連合軍の航空機が戦場の上に現れた。事前に情報を掴んでいたため、イギリス第2戦術航空軍によって強化されたアメリカ第9空軍が支援を行い始めたのである。
作戦ではドイツ空軍が上空援護を行うことになっていたが、モルタン上空は連合軍が完全に掌握していた。ドイツ空軍は、戦闘機が飛び立った瞬間から連合国空軍に捕捉され、戦場に到達する事すらできなかったと報告した。
モルタンの東の開けた土地ではドイツ軍戦車はむき出しの目標となり、特にイギリス空軍のロケット弾を装備したホーカー タイフーン戦闘爆撃機の格好の餌食となった。この連合軍による航空攻撃でドイツ軍は多くの犠牲を出し、進撃は鈍りだした。

## アメリカ軍の反撃
8月7日、アメリカ軍はドイツ軍の攻撃の右側面、ヴィレ南近郊で反撃を行った。この地点を攻略するよう命令されていたドイツ第116装甲師団はこの反撃で押し戻されていた。午後、第116装甲師団は第1SS装甲師団一部部隊と共同で攻撃を再開したが、モルタン側面はすでに防御されており、アメリカ第VII軍団にその動きを封じられた。
一方、ブラッドリーはドイツ軍左側面（南方向）へ攻撃命令を下した。8月8日、アメリカ第2機甲師団がドイツ軍2個SS師団の後部に攻撃を行った。ドイツ軍は作戦発動以来、数日間戦闘を続けたが、一向に戦況が回復する見込みがなかった。そして、ドイツ軍はついに防御に回るよう命令が下されたが、全軍に伝わらず、後退している部隊と前進する部隊が混在し、成し遂げられなかった。
アメリカ第1軍がモルタン近郊で反撃を開始したため、第3軍は南方面へドイツ軍の反撃なしに進撃し、8月8日、ルマン近郊に至った。同じ日、第1カナダ軍はトータライズ作戦を発動、カーン南で弱体化したドイツ軍を攻撃、ファレーズへ突破を図ったが、この攻撃は2日間遅れた。ヒトラーはさらに戦力を増やしてモルタンを攻撃するよう命令し、第9装甲師団（第3軍の進攻を防げる位置にいた唯一の部隊）を攻撃に参加させるためにモルタンへ移動させるよう要求した。さらにヒトラーは、第5装甲軍司令官（ハインリッヒ・エーバーバッハ）の配下の部隊から抽出して戦闘団を設立するよう指示し、その部隊は「エーベルバッハ戦闘団」と名づけられ、攻撃再開を命じた。クルーゲはヒトラー暗殺計画に付随してゲシュタポに逮捕されることを恐れていたため、この自暴自棄的な命令に黙って従っていた。エーベルバッハは反撃作戦を提案したが、その前にアメリカ軍と戦闘になったため、結局、反撃作戦が行われることはなかった。

## その後
8月13日までにドイツ軍はモルタンから追い出され、完全に作戦は停止した。作戦に参加した装甲師団は連合軍の反撃と航空攻撃の前に損害を受け、所属戦車の半分以上が失われた。アメリカ第VII軍団、第XV軍団はアルジャンタン方向へ東、北へとそれぞれ進撃を開始、そのため、ドイツ第7軍、第5装甲軍は連合軍に包囲される危険にさらされていた。その頃、トータライズ作戦中のカナダ軍は、ファレーズに進撃した。そしてファレーズで包囲を形成し、ドイツ軍を分断しようとした。
リュティヒ作戦におけるアメリカ軍の犠牲者は以前の作戦よりは減少はしていたが、モルタンの第30歩兵師団は8月7日だけで1,000人の犠牲者を出すなど特定地域では大勢の犠牲者を出すこととなった。8月6日から13日までのアメリカの数不明の負傷者を含む戦死者数は2,000から3,000と見積もられている。
8月14日、シャンボワへ北進するアメリカ軍に連動して、カナダ軍はトラクタブル作戦を発動した。8月19日、ポーランド第1機甲師団の旅団とアメリカ第90歩兵師団が接触に成功、包囲を形成し、ドイツ軍150,000人を閉じ込めた。8月21日までには包囲を突破しようとするドイツ軍の攻撃は封じられ、50,000名のドイツ軍将兵が降伏した。そしてドイツ第7軍は事実上、消滅した。

## 文献
- Cawthorne, Nigel (2005) Victory in World War II.  Arcturus Publishing.  ISBN 1-84193-351-1
- D'Este, Carlo (1983). Decision in Normandy. Konecky & Konecky, New York. ISBN 1-56852-260-6
- Fey, William [1990] (2003). Armor Battles of the Waffen-SS. Stackpole Books. ISBN 978-0-8117-2905-5
- Lewin, Ronald (1978). Ultra Goes to War. McGraw-Hill, New York. ISBN 0070374538
- Van Der Vat, Dan (2003). D-Day; The Greatest Invasion, A People's History. Madison Press Limited. ISBN 1-55192-586-9.
- Wilmot, Chester; Christopher Daniel McDevitt [1952] (1997). The Struggle For Europe. Wordsworth Editions Ltd. ISBN 1-85326-677-9.